# مورگانو
مورگانو (به ایتالیایی: Morgano) یک کومونه در ایتالیا است که در استان ترویزو واقع شده‌است.

## خصوصیات
مورگانو ۱۱٫۷ کیلومترمربع مساحت و ۳٬۹۶۴ نفر جمعیت دارد و ۲۳ متر بالاتر از سطح دریا واقع شده‌است.